# SJ U sorozat
Az SJ U sorozat egy svéd C tengelyelrendezésű 15 kV, 16,7 Hz AC áramrendszerű villamosmozdony-sorozat volt. Az SJ üzemeltette, majd 1980-tól kezdte selejtezni a sorozatot.
Összesen 152 db készült belőle 1929-1956 között az ASEA, a Nyqvist och Holm, a Motala, az ASJ Falun, a Thune gyáraiban 1929 és 1956 között. Az NSB is üzemeltette mint NSB El 10 sorozat.